# Pipilen

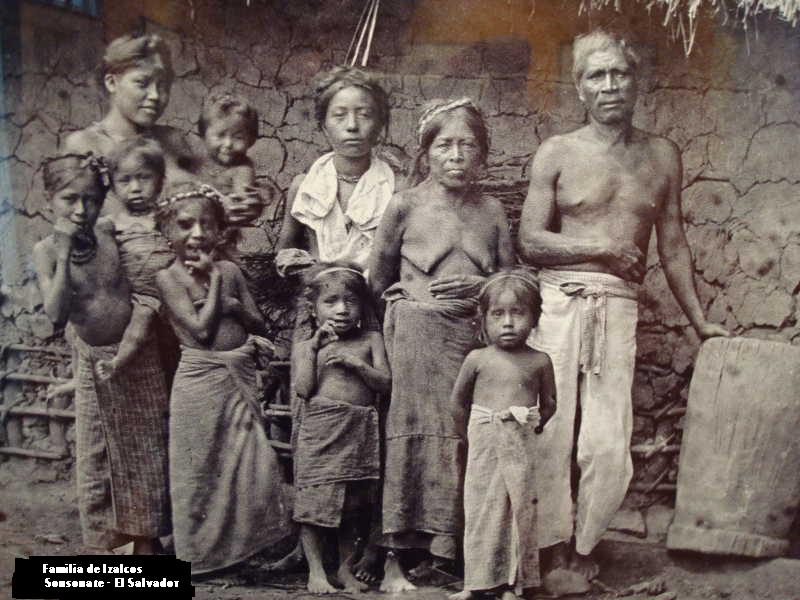
Historisches Bild aus dem Pipil-Ort Izalco

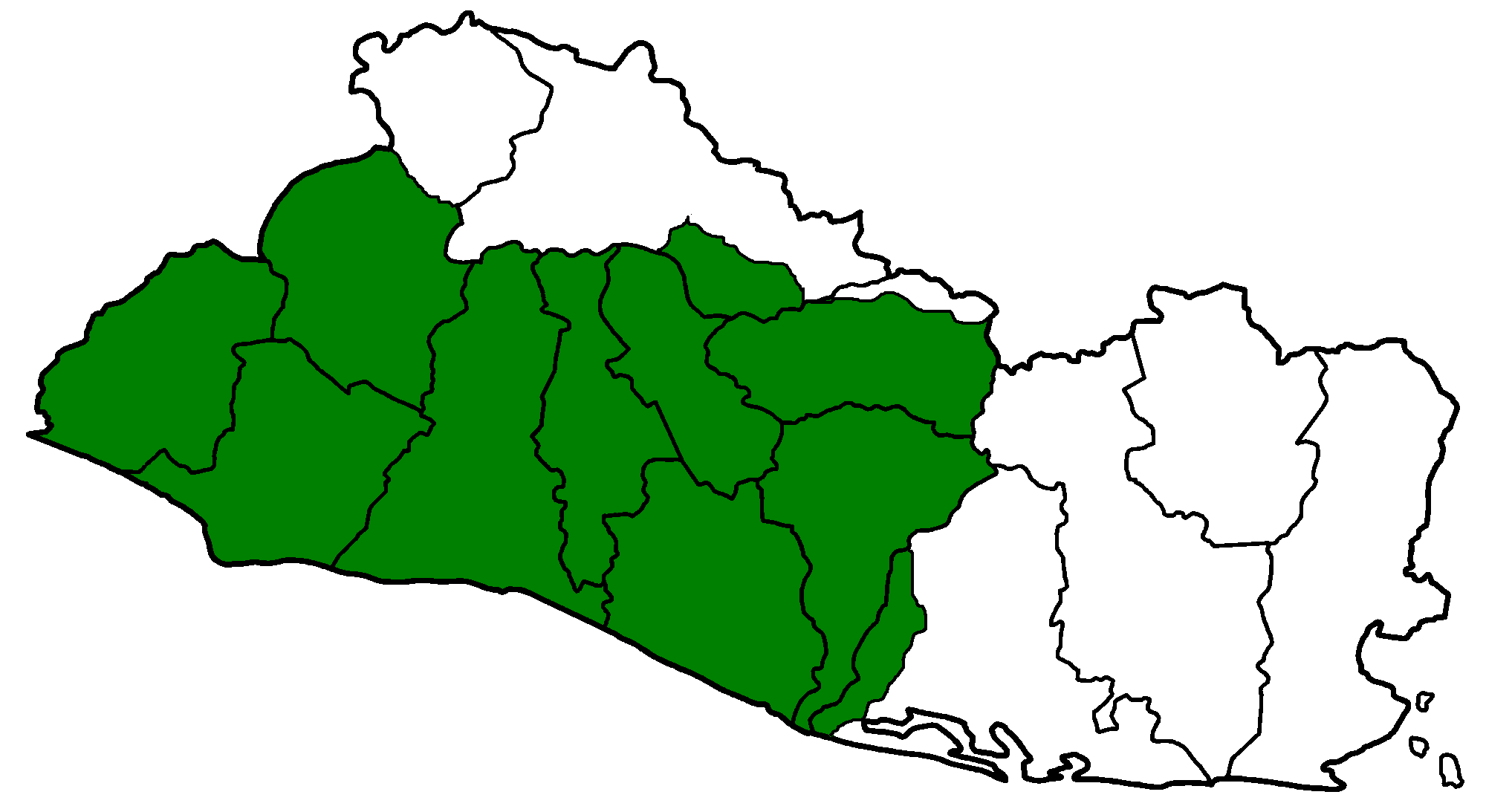
Gebiet der Herrschaft von Kuskatan (Cuzcatlan)

Glyphe von Kuskatan (Cuzcatlan)

Die Pipil sind ein indigenes Volk der Nahua im heutigen El Salvador sowie angrenzenden Gebieten von Guatemala und Honduras.

## Geschichte
Nach der Überlieferung wurde das Gebiet der Herrschaft von Cuzcatlan (Tekuyut Kuskatan, Tēucyōtl Cōzcatlān bzw. Señorío de Cuzcatlán), das ungefähr der Westhälfte El Salvadors entsprach, im 11. Jahrhundert von Tolteken besiedelt, die ihre vorherige Heimat Tollan unter der Führung des legendären Königs Cē Acatl Tōpīltzin Quetzalcōātl in der zweiten Hälfte des 10. Jahrhunderts verlassen hatten und aus denen das Volk der Pipil hervorging. Cē Acatl Tōpīltzin gründete hiernach um das Jahr 1054 die Stadt Cuzcatlan (Kuskatan), gelegen im heutigen Departamento La Libertad im Großraum von San Salvador. Archäologische Funde in Cuzcatlan und Izalco deuten allerdings darauf hin, dass die Pipil-Kultur im Gebiet von El Salvador bereits vor dem Jahr 900 bestand, die Einwanderung der Nahua in dieses Gebiet also bereits vor der Toltekenherrschaft in Chichén Itzá (in Yucatán) stattfand.
Es gab zunächst eine Reihe von Stadtstaaten der Nahua, die um das Jahr 1200 unter der Vorherrschaft von Kuskatan vereinigt wurden. Spätestens um 1400 gab es eine Erbmonarchie, die bis zur spanischen Eroberung unter Pedro de Alvarado 1528 bestand.
Der Name Pipil stammt aus dem Nahuatl. Die tlaxcaltekischen, nahuatlsprachigen Bundesgenossen der Spanier konnten das Nawat der Bevölkerung Cuzcatlans verstehen. Es ist überliefert, dass die tlaxcaltekischen Soldaten die Sprache der Cuzcateken als „kindliche“ Form ihrer Sprache betrachteten und diese deshalb als „Kinder“ bezeichneten. Pipil wird zwar an einigen Stellen auch mit „Adliger“ übersetzt, was aber hier nicht die Bedeutung des Wortes ist: Pil bedeutet „klein“, Pipil „Kind, Knabe, Mädchen“.
Die Mythologie der Pipil war stark von der Maya-Kultur geprägt. Die Pipil zerfielen in vier Unterethnien: Cuzcatlecos (um Cuzcatlán, heute Antiguo Cuscatlán im Großraum von San Salvador), Izalcos (mit dem politischen Zentrum Izalco im heutigen Sonsonate, bekannt für die Produktion von Kakao und Obsidianwerkzeugen), Nonualcos (die als besonders kriegerisch galten, im Gebiet von Santiago Nonualco im heutigen La Paz), und Mazahuas (Hirten, die weißschwänzige Hirsche hüteten, vgl. den häufigen Ortsnamen Masahuat in mehreren Departamentos). Im Jahre 1524 wurden sie von den spanischen Conquistadoren unter Pedro de Alvarado unterworfen.
Auch nach Jahrhunderten der Fremdherrschaft lebte ein Großteil der Pipil bis Ende des 19. Jahrhunderts von der Subsistenzwirtschaft. Die Agrarproduktion wurde auf kommunalem Land betrieben. Dies sollte sich in den Jahren ab 1880 ändern, als die Regierung die Wirtschaft des Landes auf den Kaffee-Export ausrichtete. Hierzu wurde in einer Reihe von Regierungsdekreten das kommunale Land indigener Gemeinden zwangsprivatisiert. In der Folge ging es in die Hände einiger Großgrundbesitzerfamilien über und wurde in Kaffeeplantagen umgewandelt. Den Indigenen war so die Grundlage der Subsistenzwirtschaft genommen, und sie waren gezwungen, auf den Kaffeeplantagen zu arbeiten.
1930 forschte der deutsche Anthropologe Leonhard Schultze drei Monate lang in der Region von Izalco. 1935 erschien bei Gustav Fischer in Jena Indiana II – Mythen in Muttersprache der Pipil von Izalco in El Salvador.
Noch vor Erscheinen des Buches wurde ein großer Teil der von Schultze beobachteten Menschen ermordet. 1932 erhob sich ein Teil der Pipil-Bauern gegen die Herrschaft der Großgrundbesitzer. Schwerpunkte des Aufstandes lagen unter anderem in den Gemeinden Izalco, wo der Pipil-Bauernführer Feliciano Ama aktiv war, und Nahuizalco. Der Widerstand der mit Macheten bewaffneten Bauern war mit Maschinengewehren schnell gebrochen. La Matanza, „das Massaker“ nach der Niederwerfung des Volksaufstands unter Agustín Farabundo Martí durch General Maximiliano Hernández Martínez 1932, gilt als das Ende der Pipil El Salvadors. So heißt es, Menschen seien einfach auf Grund des Unterscheidungsmerkmals getötet worden, dass sie Nawat (Pipil) sprachen oder „indianische“ Kleidung trugen. Etwa 30.000 Menschen, mehrheitlich unbewaffnete indigene Bauern, wurden dabei niedergemacht. Feliciano Ama, Farabundo Martí und andere Bauernführer wurden hingerichtet. Unter General Hernández erlassene Gesetze machten den Gebrauch indigener Sprachen auch offiziell strafbar.
Da in den 1930er Jahren sämtliche indigenen Sprachen El Salvadors unterdrückt und verfolgt wurden, spricht nur noch eine Handvoll Menschen die Pipil-Sprache Nawat, während andere indigene Sprachen, darunter das Lenca im Osten des Landes, bereits ausgestorben sind.

## Heutige Situation
Heute gelten etwa 200.000 Menschen in El Salvador und Honduras als „ethnische Pipil“. Bei der letzten Volkszählung in El Salvador bezeichneten sich aber nur 11.488 Personen als „Indigene“, überwiegend in historischen Pipil-Gebieten im Westen des Landes. Von diesen gaben ganze 97 Menschen Nawat bzw. Pipil als Muttersprache an, davon 62 im Departement Sonsonate, 22 in San Salvador und 11 in anderen Landesteilen. Der Linguist Jorge Lemus von der Universität Don Bosco in San Salvador spricht dagegen von 200 bis 300 Muttersprachlern. Seit der Jahrtausendwende gibt es einzelne Schul- und Kindergartenprojekte zur Revitalisierung der Sprache.